# Lockheed Martin Cormorant
Lockheed Martin Cormorant – niezrealizowany projekt amerykańskiego bezzałogowego aparatu latającego o obniżonej skutecznej powierzchni odbicia radiolokacyjnego. Zaprojektowany w zakładach Skunk Works należących do Lockheed Martin dla United States Navy przy współudziale Defense Advanced Research Projects Agency (DARPA).

## Historia
Aparat miał być przenoszony na pokładach okrętów podwodnych typu Ohio. Umieszczony w silosie przeznaczonym dla pocisków balistycznych SLBM typu Trident II D-5 miał posiadać zdolność do startu z pokładu zanurzonego okrętu podwodnego. Wyniesienie na powierzchnie odbywałoby się dzięki startowemu silnikowi rakietowemu a po wynurzeniu i rozłożeniu skrzydeł, uruchamiany miał być marszowy silnik turbowentylatorowy. Po realizacji zadania aparat wracałby nad wyznaczony obszar przechwycenia, składał skrzydła, uszczelniał kadłub i lądował na spadochronie na morzu gdzie przechwytywany byłby przez wysłany z pokładu łodzi podwodnej pływając aparat bezzałogowy, który umieszczałby go na powrót w silosie pocisku balistycznego. W listopadzie 2006 roku Lockheed Martin pomyślnie przeprowadził próby startu i lądowania maszyny z wykorzystaniem zanurzonego modelu wyrzutni rakiet Trident. W 2008 roku DARPA zakończyła finansowanie dalszych prac i cały projekt został anulowany.